# Justin Britt
(en) Statistiques sur pro-football-reference
Justin Britt, né le 29 mai 1991 à Fort Campbell, Kentucky, est un joueur américain de football américain. Il joue centre en National Football League (NFL).